# Chapel Arm
Chapel Arm est une ville située sur l'île de Terre-Neuve dans la province de Terre-Neuve-et-Labrador au Canada sur la péninsule d'Avalon. La population y était de 750 habitants en 2006.
Elle bénéficie d'un programme fédéral d'aide à l'emploi des jeunes.